# Dworek przy ul. Łaziennej Mokrej w Piotrkowie Trybunalskim
Dworek przy ul. Łaziennej Mokrej – murowany dom istniejący na Starym Mieście w Piotrkowie Trybunalskim przy ul. Łaziennej Mokrej do przełomu XIX i XX w.
Dom, zwrócony do ulicy bokiem, stał w pobliżu skrętu w dzisiejszą ul. Pijarską. Pokryty był spadzistym dachem. Nad oknami miał wmurowaną tablicę informującą, że dom na mocy przywilejów Zygmunta III Wazy (1590), Jana Kazimierza (1664) i Augusta III Sasa zwolniony jest z ciężarów miejskich.
Dom pierwotnie był własnością Stanisława Szydłowskiego, mieszczanina piotrkowskiego, który uzyskał przywilej od Zygmunta III Wazy. W 1644 wnuk Stanisława, Marcin Szydłowski, przekazał prawa Stanisławowi Ginwiłł-Piotrowskiemu, który w tym samym roku scedował je piotrkowskim dominikankom. Po kasacie zakonu dom nabyła rodzina Michalskich. Na przełomie XIX i XX w. dom nabyli właściciele żydowscy, którzy dokonali rozbiórki, planując budowę w tym miejscu kamienicy, która jednak ostatecznie nie powstała. Tablicę pamiątkową nabył Mathias Bersohn i przekazał ją do Muzeum Narodowego w Krakowie.